# Departamento General Roca (Córdoba)
General Roca es un departamento ubicado en el sur de la provincia de Córdoba (Argentina).

## Formación política
General Roca es uno de los departamentos relativamente nuevos, ya que los territorios del sur provincial fueron conquistados y arrebatados del dominio de los indios ranqueles y pampas recién en las últimas décadas del siglo XIX.
La ley provincial nro 1.110 del 23 de julio de 1888, promulgada durante el gobierno de José Echenique, estableció la subdivisión del extenso departamento Río Cuarto en tres partes. Una de éstas, conformada por los territorios al sur del río Quinto (Popopis), dio origen al departamento General Roca.

## Economía
Con sus casi 13 mil kilómetros cuadrados, este vasto departamento dominado por la llanura es propicio para el desarrollo de las actividades agrícola-ganaderas.
El cultivo más representativo es el del girasol, concentrando más del 50% del total provincial. Asimismo, se ha incrementado notablemente la superficie sembrada de soja y maní, cultivo cuya frontera se ha extendido hacia el sur provincial en los últimos años, y son dignos de mención los cultivos de centeno y colza.
Este importante volumen de producción de granos está asociado a una gran red de acopio en cada una de las poblaciones, siendo la mayor parte de los granos destinada al procesamiento y obtención de aceites.
Otro pilar de la economía de General Roca es la ganadería. Los principales rodeos son los vacunos, los ovinos y los equinos, entre otros.
Son escasos los establecimientos industriales en la región.

## Demografía
Entre 1947 y 1960, y al igual que otras unidades del sur cordobés, General Roca sufrió un gran movimiento emigratorio, con la pérdida de casi el 21% de su población. Este fenómeno fue coincidente con el inicio de un fuerte proceso de industrialización en el país y un sensible aumento de la población urbana en detrimento de la rural, especialmento en torno a las grandes ciudades como Córdoba, Rosario y Buenos Aires, como así también al traslado de los hijos de los inmigrantes hacia las universidades en busca de mejores horizontes, entre muchos otros factores.
Las ocho localidades de más de mil habitantes que existen en el departamento agrupaban más del 84% de la población departamental.

### Estructura
Según el censo 2022 la población total del departamento es de 36 242 personas, repartidas en 
18 024 mujeres y 18 218 hombres, con un índice de masculinidad de 101,0 hombres por cada 100 mujeres.
La edad mediana de la población es de 34 años (35 años entre las mujeres y 34 años entre los hombres).
El 13,4% de la población tiene más de 65 años (frente al 11,6% en 2010), y el 2,8% de la población tiene más de 80 años (frente al 2,5% en 2010)

### Salud y educación
El 61,7% de la población tiene al menos un tipo de cobertura de salud.
Unas 10 604 personas asisten a algún tipo de establecimiento educativo de cualquier nivel y unas 1 851 personas tienen un título terciario o superior (7,8% sobre el total de la población instruida). La tasa de alfabetización es del 99,8.

### Migraciones
De las personas residentes en el departamento, unas 6 015 (16,6% del total de población) nacieron en otra provincia, y unas  212 (0,6% del total de población) lo hicieron fuera del país,  siendo los grupos de inmigrantes más numerosos los provenientes de:
- Bolivia: 49 personas
- Paraguay: 34 personas
- Chile: 26 personas
- España: 15 personas
- China: 11 personas

### Hogares
En el departamento hay un total de 15 965 viviendas y 13 556 hogares. 
En cuanto al régimen de tenencia y regularidad de la propiedad de las viviendas, el 61,6% es propia, el 16,8% es alquilada, el 11,4% es cedida o prestada, y el resto se encuentra en otra situación.
Sobre el total de hogares, 7 204 (53,1% del total) tienen acceso a red pública de agua corriente, 4 433 (32,7% del total) tienen desagüe y descarga a red pública cloacal, 2 158 (16,0% del total) tienen acceso a red pública de gas, y 10 510 (77,5% del total) tienen acceso a red de internet en la vivienda.

## Pedanías

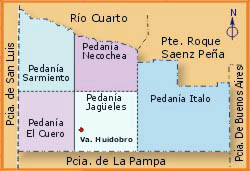
Pedanías de General Roca.

Para los fines catastrales el departamento se divide en cinco pedanías: 
- El Cuero
- Italó
- Jagüeles
- Necochea
- Sarmiento

## Localidades y gobiernos locales
El departamento comprende 13 gobiernos locales, cuyos ejidos municipales no son colindantes y por tanto no ocupan la totalidad del territorio departamental. 
Se encuentran categorizados en 8 municipios:
- Buchardo
- Del Campillo
- Huinca Renancó
- Italó
- Jovita
- Mattaldi
- Villa Huidobro
- Villa Valeria

Y 5 comunas:
- Nicolás Bruzzone
- Onagoity
- Pincén
- Ranqueles
- Villa Sarmiento

La localidad de Lecueder no se constituye en un gobierno local y por tanto no posee ejido municipal ni autoridades propias.

## Sismicidad
La sismicidad de la región de Córdoba es frecuente y de intensidad baja, y un silencio sísmico de terremotos medios a graves cada 30 años en áreas aleatorias. Sus últimas expresiones se produjeron:
- 28 de marzo de 1955 (70 años), a las 6.20 UTC-3 con 6,9 Richter: además de la gravedad física del fenómeno se unió el desconocimiento absoluto de la población a estos eventos recurrentes (terremoto de Villa Giardino de 1955)

- 7 de septiembre de 2004 (20 años), a las 8.53 UTC-3 con 4,1 Richter

- 25 de diciembre de 2009 (15 años), a las 21.42 UTC-3 con 4,0 Richter